# Patrik Wålemark
Patrik Wålemark, né le 14 octobre 2001 à Göteborg en Suède, est un footballeur suédois qui évolue au poste d'ailier droit au Lech Poznań, en prêt du Feyenoord Rotterdam.

## Biographie

### En club
Né à Göteborg en Suède, Patrik Wålemark commence sa carrière professionnelle au Qviding FIF.
En janvier 2020, il rejoint le BK Häcken. Il participe à son premier match avec l'équipe première du BK Häcken le 2 juillet 2020, contre l'Örebro SK, lors d'une rencontre d'Allsvenskan. Il entre en jeu à la place de Leo Bengtsson, et les deux équipes se neutralisent (0-0). Le 16 juillet suivant, il se fait remarquer en inscrivant son premier but contre l'IF Elfsborg en championnat, sur un coup franc direct. Lors de ce match, il se fait remarquer également en délivrant deux passes décisives et provoquant un penalty en faveur de son équipe, transformé par Daleho Irandust, et permet ainsi à son équipe de s'imposer (6-0 score final),.
En décembre 2020, il prolonge son contrat jusqu'en 2024.
Le 17 janvier 2022, Patrik Wålemark signe en faveur du club néerlandais du Feyenoord Rotterdam. Il s'engage pour un contrat courant jusqu'en juin 2026,.
Le 31 août 2023, Patrik Wålemark est prêté par le Feyenoord Rotterdam au SC Heerenveen pour une saison.
Le 27 août 2024, Patrik Wålemark rejoint le Lech Poznań sous la forme d'un prêt d'une saison avec option d'achat.

### En sélection
Patrik Wålemark joue son premier match en faveur de l'équipe de Suède espoirs le 3 juin 2021, face à la Finlande. Il entre en jeu à la place de Benjamin Nygren, lors de cette partie que la Suède remporte sur le score de deux buts à zéro. Trois jours plus tard, il se fait remarquer en marquant deux buts face au Luxembourg, contribuant à la victoire de son équipe (6-0),.

## Palmarès
BK Häcken
- Coupe de Suède :
  - Finaliste : 2021.

 Lech Poznań
- Championnat de Pologne (1) :
  - Champion : 2025.

## Vie personnelle
Patrik Wålemark est issu d'une famille de footballeurs. Son père Jens Wålemark, ses oncles Jörgen et Bosse ainsi que son grand-père Bror, sont tous passés par le Ljungskile SK.